# HolE
Код Е. coli и других бактерија, холе је ген који кодира тета подјединицу  ДНК полимеразе III.